# Heliophobius argenteocinereus
Heliophobius argenteocinereus là một loài động vật có vú trong họ Bathyergidae, bộ Gặm nhấm. Loài này được Peters mô tả năm 1846.

## Phân loại học
Đây là loài duy nhất trong chi và nó có 9 phân loài được công nhận:
- Chi Heliophobius
  - H. argenteocinereus
    - H. a. argenteocinereus
    - H. a. albifrons
    - H. a. angonicus
    - H. a. emini
    - H. a. kapiti
    - H. a. marungensis
    - H. a. mottoulei
    - H. a. robustus
    - H. a. spalax

## Hình ảnh

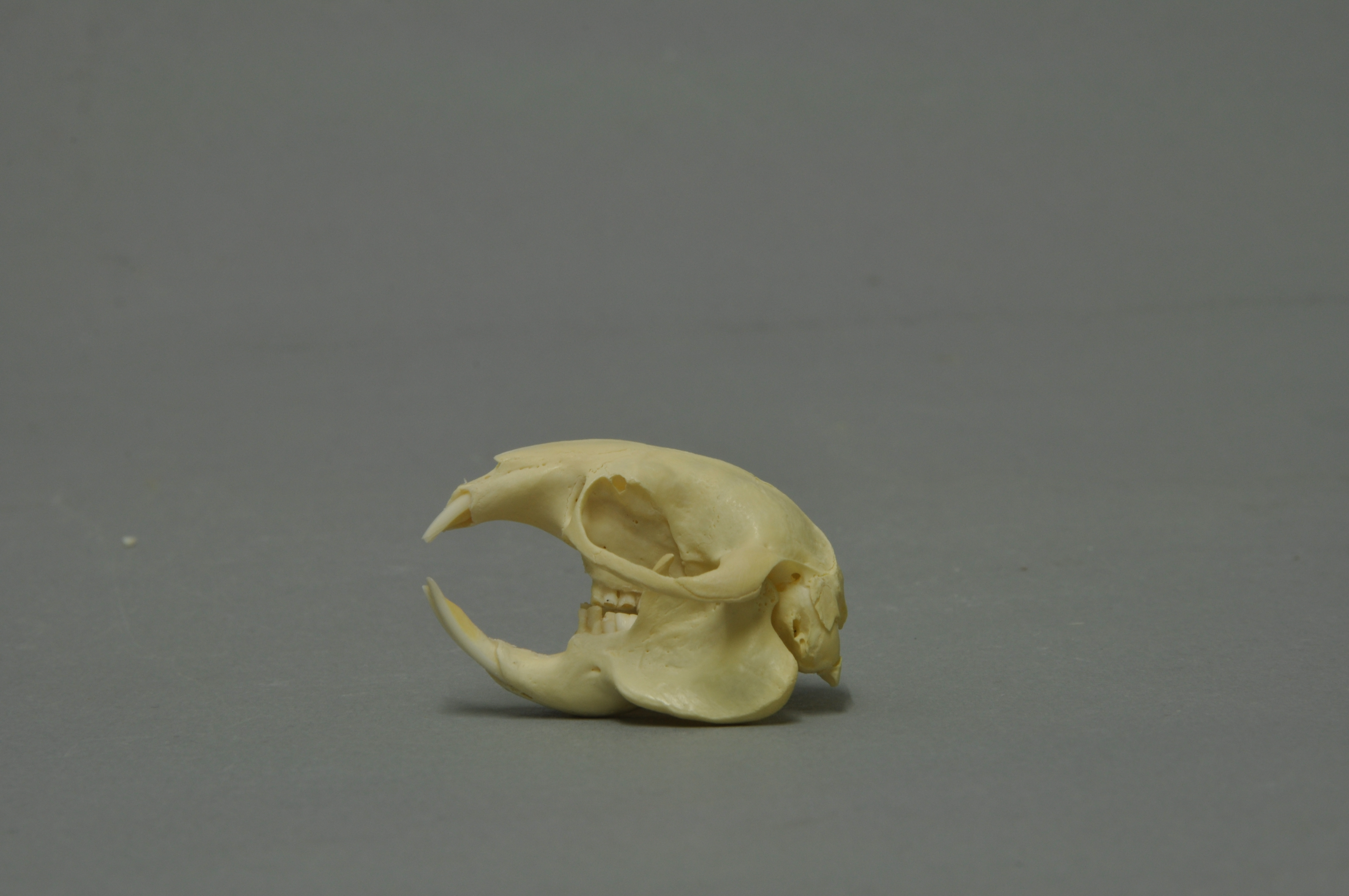
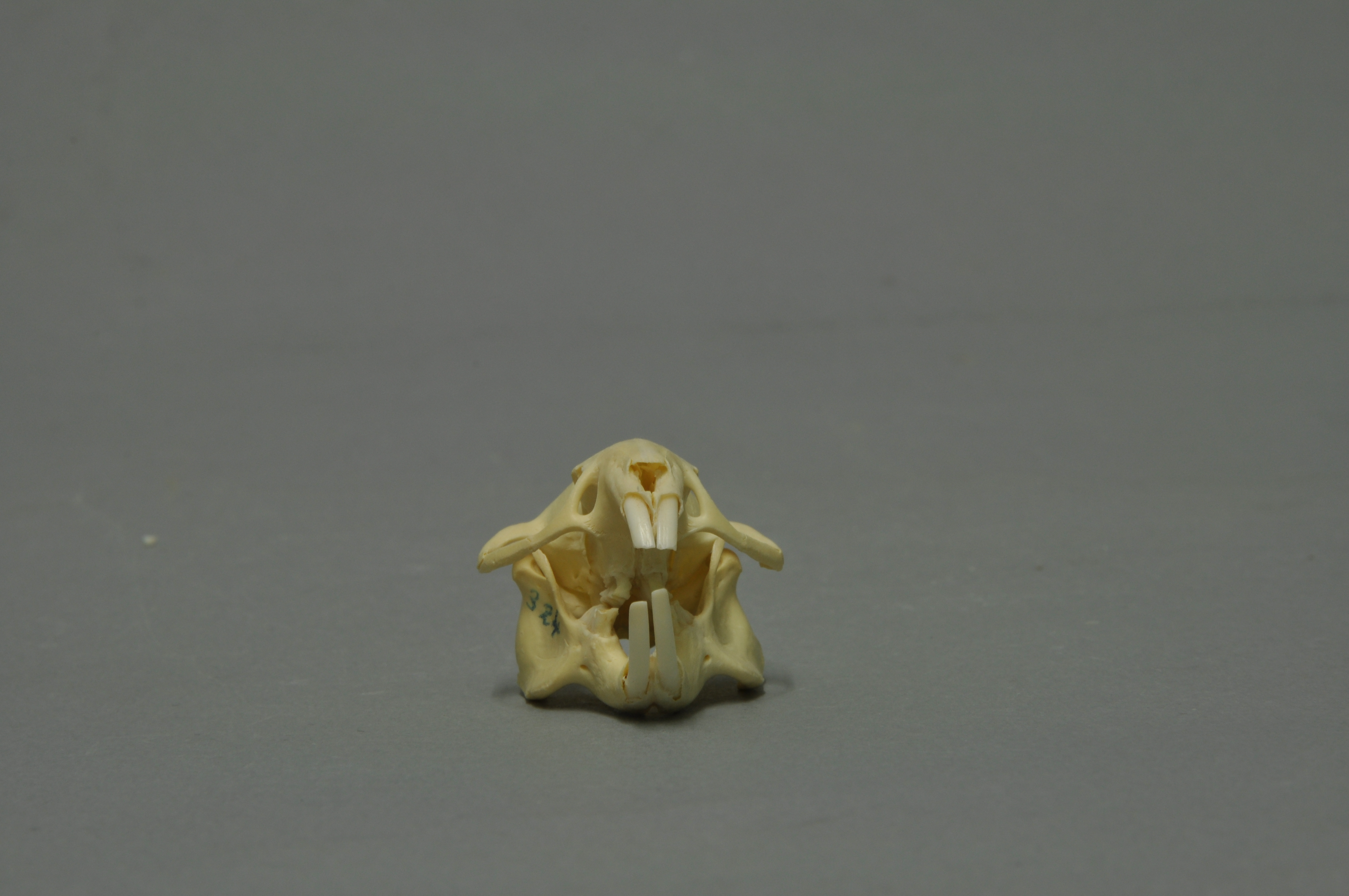
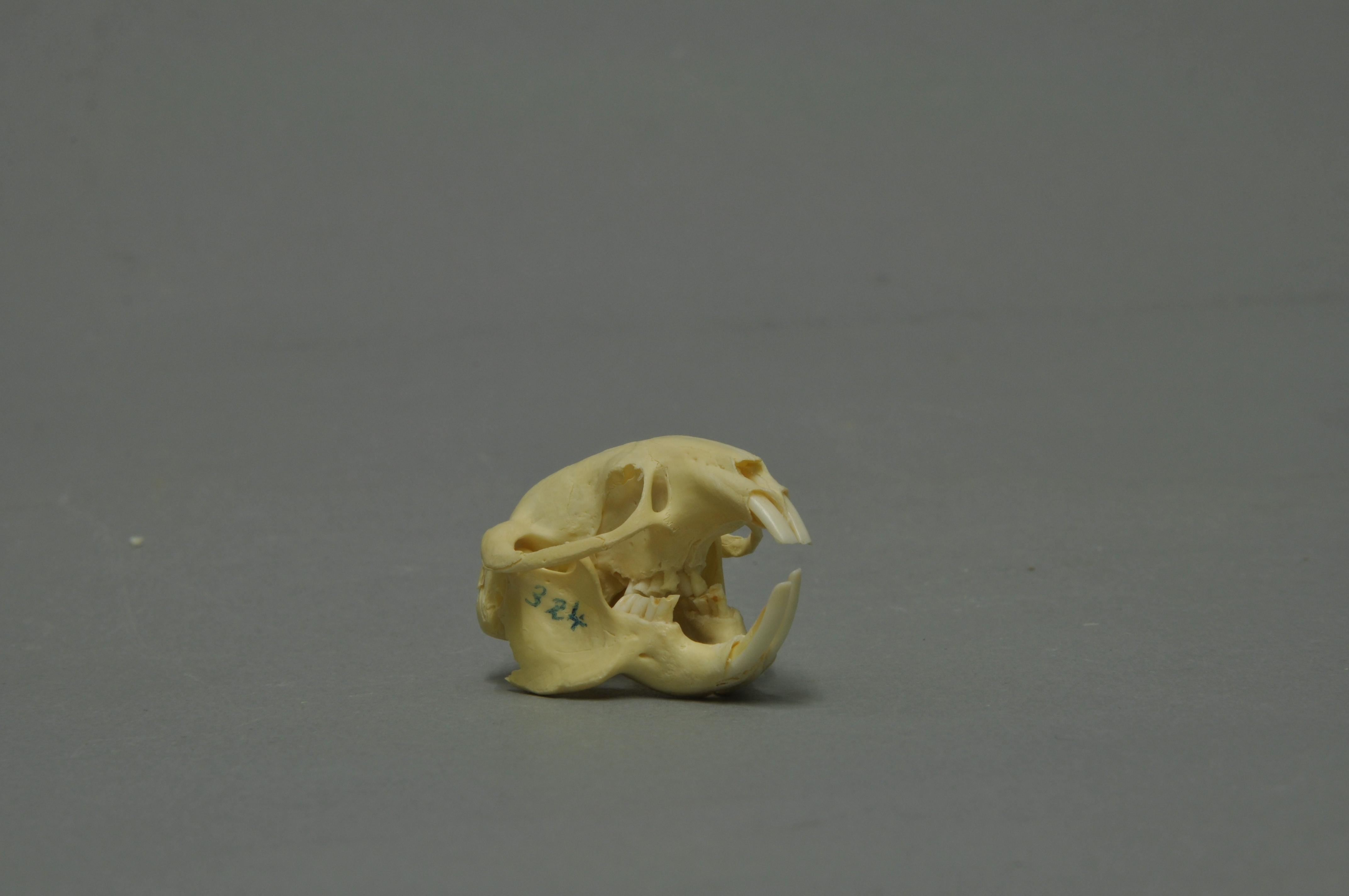